# Iwan Worobjow
Iwan Aleksiejewicz Worobjow (ros. Ива́н Алексе́евич Воробьёв, ur. 26 sierpnia 1921 we wsi Gorbaczowo k. Odojewa w guberni tulskiej, zm. 17 marca 1991 w Kijowie) – radziecki lotnik wojskowy, pułkownik, dwukrotny Bohater Związku Radzieckiego (1944 i 1945).

## Życiorys
Po ukończeniu 7-klasowej szkoły pracował w kołchozie, brygadzista w brygadzie terenowej, sekretarz miejscowej organizacji komsomolskiej. Terminował, później pracował w zawodzie ślusarza elektrycznego w fabryce kauczuku w mieście Efremow w obwodzie tulskim, jednocześnie uczył się w wieczorowej szkole średniej i w aeroklubie (do 1939). Od 10 XI 1939 w Armii Czerwonej, wysłany do wojskowej szkoły lotniczej w Tambowie, VII 1941 zwolniony ze szkoły ze stopniem sierżanta i skierowany na instruktora lotniczego do nowo utworzonej szkoły lotniczej w Czeboksarach. II-VII 1942 lotnik 46 zapasowego pułku lotniczego w Ałatyrze w Czuwaskiej ASRR. Od VIII 1942 uczestnik wojny z Niemcami, lotnik 709 nocnego lotniczego pułku bombowców, XI 1942 przemianowanego na 25 Gwardyjski Nocny Lotniczy Pułk Bombowców. Podczas wykonywania zadań bojowych 19 II 1943 został lekko ranny w głowę i na krótko odesłany do szpitala, od III 1943 na kursach dowódców kluczy w 10 pułku szkolnym 8 Armii Powietrznej, VI 1943 wrócił na front jako lotnik, później starszy lotnik, dowódca klucza, zastępca dowódcy i dowódca eskadry 76 Gwardyjskiego Szturmowego Pułku Lotniczego. Walczył na Froncie Południowym, 4 Ukraińskim i 3 Białoruskim. Brał udział w wyzwalaniu Donbasu, południowej Ukrainy i Krymu spod niemieckiej okupacji. Do V 1944 wykonał 117 lotów bojowych na Ił-2, wyróżnił się szczególnie podczas walk powietrznych nad Sewastopolem. 19 VIII 1944 za męstwo i bohaterstwo przejawiane w walce otrzymał tytuł Bohatera ZSRR. Później brał udział w walkach nad Białorusią, Litwą i Polską, uczestniczył w operacji wschodniopruskiej i königsbergskiej. Do IV 1945 wykonał 207 lotów bojowych na Ił-2, łącznie podczas wojny na samolotach U-2 – Ił-2 wykonał ok. 400 lotów bojowych i zestrzelił 3 samoloty wroga. 29 VI 1945 za męstwo i bohaterstwo przejawiane w walce otrzymał po raz drugi tytuł Bohatera ZSRR. Po wojnie do III 1947 był dowódcą eskadry 76 Gwardyjskiego Szturmowego Pułku Lotniczego w Białoruskim Okręgu Wojskowym. III 1947 – VIII 1948 dowódca eskadry 136 Gwardyjskiego Szturmowego Pułku Lotniczego w Lidzie, równocześnie do 1948 skończył 10 klas szkoły wieczorowej, po czym do 1952 studiował w Akademii Wojskowo-Powietrznej w Monino. VI 1952 – VII 1954 zastępca dowódcy pułku ds. przygotowania lotników, inspektor-lotnik 580 szturmowego pułku lotniczego Szkolnej Mieszanej Dywizji Lotniczej w Akademii Wojskowo-Powietrznej. 1953-1954 wziął udział w tajnej ekspedycji wysokościowej, kilkakrotnie wykonywał na samolocie szturmowym Ił-10 loty na lodowe aerodromy w Arktyce. Od VII 1954 służył w Oficerskiej Szkole Lotniczej w Woroszyłowgradzie (obecnie Ługańsk) kolejno jako zastępca dowódcy pułku szkolnego, zastępca dowódcy pułku szkolnego ds. przygotowania lotniczego, dowódca pułku szkolnego. 29 III 1956 mianowany pułkownikiem. I-XII 1958 dowódca 772 pułku szkolnego 8 Wojskowej Szkoły Lotniczej Wstępnego Szkolenia Lotników w Pawłohradzie. Od XII 1958 naczelnik 24 Oficerskiej Szkoły Lotniczej Wstępnego Szkolenia Pilotów w Pawłodarze, od VI 1960 naczelnik wojskowej szkoły lotniczej Sił Powietrznych w Kańsku. XI 1966 przeniesiony do Wyższej Oficerskiej Szkoły Lotniczej im. Proletariatu Donbasu (Kijowski Okręg Wojskowy), gdzie był szefem sztabu – zastępcą naczelnika szkoły (do I 1969) i zastępcą naczelnika szkoły (do XI 1973). XI 1973 zwolniony z powodów zdrowotnych. Do 1987 pracował w instytucie badawczym Ministerstwa Inżynierii Chemicznej i Naftowej ZSRR.

## Odznaczenia
- Złota Gwiazda Bohatera ZSRR (dwukrotnie)
- Order Lenina (19 sierpnia 1944)
- Order Czerwonego Sztandaru (dwukrotnie – 12 listopada 1943 i 2 lutego 1944)
- Order Bohdana Chmielnickiego III klasy (20 kwietnia 1945)
- Order Aleksandra Newskiego (3 lipca 1944)
- Order Wojny Ojczyźnianej I klasy (dwukrotnie – 2 listopada 1944 i 11 marca 1985)
- Order Wojny Ojczyźnianej II klasy (27 kwietnia 1944)
- Order Czerwonej Gwiazdy (dwukrotnie – 29 sierpnia 1955 i 30 grudnia 1956)
- Medal „Za Odwagę” (31 stycznia 1943)
- Medal „Za zasługi bojowe” (15 listopada 1955)
- Medal „Za obronę Stalingradu” (22 grudnia 1942)
- Medal „Za zdobycie Królewca” (9 czerwca 1945)
- Medal „Za zwycięstwo nad Niemcami w Wielkiej Wojnie Ojczyźnianej 1941–1945” (15 czerwca 1945)
- Medal jubileuszowy „Dwudziestolecia zwycięstwa w Wielkiej Wojnie Ojczyźnianej 1941–1945”
- Medal jubileuszowy „Trzydziestolecia zwycięstwa w Wielkiej Wojnie Ojczyźnianej 1941–1945”
- Medal jubileuszowy „Czterdziestolecia zwycięstwa w Wielkiej Wojnie Ojczyźnianej 1941–1945”
- Medal „Weteran Sił Zbrojnych ZSRR”
- Medal jubileuszowy „30 lat Armii Radzieckiej i Floty”
- Medal jubileuszowy „40 lat Sił Zbrojnych ZSRR”
- Medal jubileuszowy „50 lat Sił Zbrojnych ZSRR”
- Medal jubileuszowy „60 lat Sił Zbrojnych ZSRR”
- Medal jubileuszowy „70 lat Sił Zbrojnych ZSRR”
- Medal „Za nienaganną służbę”